# Štaglinec
Štaglinec – wieś w Chorwacji, w żupanii kopriwnicko-kriżewczyńskiej, w mieście Koprivnica. W 2011 roku liczyła 466 mieszkańców.